# BandaJorona
BandaJorona è un gruppo musicale italiano fondato nel 2001 a Milano da Bianca Giovannini - conosciuta con lo pseudonimo “la Jorona” - di cui è cantante, autrice e frontwoman.

## Storia

### Le origini folk (2001-2018)
BandaJorona nasce nel 2001 a Milano, in una casa popolare del quartiere Isola, da un’idea di Bianca Giovannini con la complicità del fisarmonicista Davide Baldi, per poi spostarsi e fissare la base operativa a Roma. Il percorso del gruppo parte da un’attenta ricerca sulle storie d’amore, carcere e coltello, caratterizzate dalla vena sanguigna e romantica della città di Roma e del suo ricco dialetto, ma anche richiamando alla memoria la testimonianza sulla musica laziale dell’artista e ricercatrice Graziella Di Prospero, oltre che la forza espressiva di Gabriella Ferri. Il primo concerto a luglio dello stesso anno alla “Festa de Noantri” nel rione Trastevere di Roma.
Le esibizioni e le iniziative progettate e curate dal gruppo sono quindi strettamente connesse con la cultura di Roma, la ricerca sulle nuove commistioni culturali e la permanenza della tradizione, realizzando percorsi articolati con diversi linguaggi (arte grafica, poesia, letteratura, drammaturgia e naturalmente musica) in continua evoluzione.
Nel 2004 il gruppo ha realizzato il primo album inciso su CD dal titolo "Romana", per l’etichetta indipendente Godagoda Records.
Tra le tappe importanti dei primi anni di attività del gruppo ci sono la partecipazione alle feste della Lega di Cultura di Piadena ed alle iniziative dell’Istituto "Ernesto De Martino" a Sesto Fiorentino; i concerti con i grandi esponenti dei "Dischi del Sole", fra cui Ivan Della Mea e Giovanna Marini; gli spettacoli presentati a Milano, a Torino in Piazza Castello e al Teatro Carignano per conto del Comune di Torino e del Teatro Stabile; la Notte Bianca a Roma; le presenze musicali in vari documentari e video; l’organizzazione e la realizzazione dell’evento a cadenza annuale "Un certo modo di essere Roma. Omaggio a Gabriella Ferri" realizzato ininterrottamente dal 2005 al 2011; la partecipazione a festival, spettacoli teatrali ed eventi musicali.
Nel 2012 esce il nuovo album "Mettece Sopra" inciso su CD per l’etichetta GoodFellas, e nello stesso anno alcuni brani del gruppo sono inseriti nella compilation in vinile dal titolo "Mamma Roma addio" (GoodFellas), "manifesto" della Nuova Canzone Popolare Romana, insieme ad altri brani di due band della scena Folk rock romana, gli Ardecore e Il Muro del Canto, nonché nella compilation on line di XL di Repubblica. La raccolta "Mamma Roma addio" è stata pubblicata il 21 aprile 2012 in occasione del quinto Record Store Day (la giornata per la salvaguardia dei negozi di dischi) coincidente in quell’anno con il Natale di Roma.
Tra il 2012 e il 2016 BandaJorona si è esibita in numerose rassegne e festival di musica, tra le quali "Roma Incontra il Mondo" a Villa Ada, il "Premio nazionale città di Loano per la musica tradizionale italiana", il "Festival delle culture indipendenti" al Parco del Torrione Prenestino a Roma; ha realizzato due video tratti dai brani; è arrivata finalista alle selezioni del Premio Tenco; ha partecipato a varie trasmissioni radiofoniche, tra le quali "Il buongiorno di Twilight" di Rai Radio 2 e "Demo" di Rai Radio 1; nel 2014 ha partecipato a Folkest, il festival internazionale di musica folk.
Nel 2016, insieme all’attore Tony Allotta, con la partecipazione di Isola Teatro e dell’associazione culturale Rapsodica, BandaJorona partecipa al progetto su Pier Paolo Pasolini “Come cani senza padrone”, presentato al Teatro Biblioteca Quarticciolo, al CSOA Forte Prenestino e nella Centrale Montemartini, nell’ambito della rassegna Musei in Musica 2016.
Nello stesso anno BandaJorona produce il brano “I fascismi, ora” che viene inserito in “Renoize”, una raccolta di artisti vari in un cofanetto di 3 CD.

### L’evoluzione elettronica (2018-presente)
Nel 2018 esce il terzo CD di BandaJorona, dal titolo “Io so’ me”, per l’etichetta Squilibri, il primo in cui si manifesta la vena autoriale di Bianca Giovannini, che insieme a Désirée Infascelli, firma la maggior parte dei brani. Il disco è stato presentato in anteprima a Roma il 29 novembre 2018 nel Teatro Biblioteca Quarticciolo dei Teatri in Comune di Roma Capitale.
Questo terzo album costituisce il momento di passaggio dalla musica folk più tradizionale, in cui la voce viene accompagnata da strumenti classici e della tradizione del Lazio, all’introduzione dell’elettronica espandendo il campo della sperimentazione sonora oltre che di genere. In questa fase, occasionalmente, anche nei live fa la sua comparsa l’elettronica curata da Felice Zingarelli.
Il disco è stato realizzato prevalentemente con fondi raccolti attraverso il crowdfunding, l’apporto di SCUP – Sport e Cultura Popolare, co-produttore del progetto, e di Renoize Project Studios (Acrobax Project) in cui è stato svolto gran parte del lavoro di registrazione delle tracce.
Nel 2019 BandaJorona partecipa a “So’ Stato Io. Lella, 50 anni dopo” (L’Asino che vola, Roma). Uno spettacolo con la partecipazione degli autori e tanti artisti della nuova canzone romana per ricordare e festeggiare i cinquanta anni di “Lella” di Edoardo De Angelis e Stelio Gicca Palli.
Il 2020 è un anno importante per la crescita del gruppo che rinnova la line-up e porta a termine la transizione verso l’introduzione in pianta stabile dell’elettronica. Al fianco della voce di Bianca Giovannini si consolida stabilmente la presenza nei live, oltre che nella produzione, di una postazione di computer music: laptop equipaggiato con la workstation audio digitale “Logic Pro” pilotata da Felice Zingarelli attraverso tastiera e altri controller esterni oltre che per l’esecuzione live di tracce processate da strumenti virtuali, sintetizzatori, campionatori, sequencer, drum machine e bassline. A completare la formazione l’organetto suonato da Francesco Berrafato e occasionalmente altri strumenti analogici. Così la musica di tradizione evolve in contesti più ad ampio spettro con l’integrazione sperimentale di sonorità elettroniche e la ricerca musicale, ma anche nei testi e nei contenuti si completa coerentemente la transizione dalle storie della mala romana e delle radici popolari e folk verso la descrizione della realtà multiculturale di cui si alimenta il tessuto urbano, mantenendo un forte focus sull’uso del dialetto romanesco contemporaneo.
In questi anni prosegue con sempre maggiore intensità anche l’impegno politico, nei contenuti oltre che nelle pratiche del sostegno e della partecipazione ad importanti eventi politico-culturali, anche tramite l'arrangiamento nel nuovo stile dei canti della Resistenza e delle canzoni di Pier Paolo Pasolini. Diversi i concerti negli spazi sociali e in altre iniziative a sostegno di politiche per i diritti. Partecipa al festival autogestito antifascista Renoize (2021, 2022) e alle iniziative dell’ANPI. Il gruppo è particolarmente attivo, anche su più palchi, in occasione della Festa della Liberazione del 25 aprile, all’evento dell’ANPI provinciale di Roma (2022-2025) e all’evento organizzato da Roma Capitale “Festa della Resistenza” (2024, 2025).
Nel 2022 BandaJorona si fa promotrice del recupero e rinnovamento di un’importante tradizione capitolina che realizza con partner civici del territorio e partner istituzionali: “1^ edizione del Concorso della Nuova Canzone Romana" che si conclude il 23 giugno dello stesso anno con l’evento finale “Notte delle Streghe - Festa di San Giovanni”.
Nel 2025 il brano “Roma città persa” (CD: Mettece Sopra. Testo e musica: Ludovica Valori) rimasterizzato, viene inserito nella compilation “Con il cuore nella rivolta. Canzoni sulla Resistenza”, un doppio CD curato da Archivi della Resistenza e pubblicato da Squilibri Editore. L’album, patrocinato dall'ANPI e dal Museo audiovisivo della Resistenza di Fosdinovo, è stato presentato in occasione della XXI edizione di “Fino al cuore della rivolta. Festival della Resistenza”. Nella raccolta i brani di 28 artisti: Stormy Six, Paolo Ciarchi e Dario Fo, Cisco Bellotti, GANG, Claudio Lolli, Giovanna Marini, Ivan della Mea, Bobo Rondelli, Yo Yo Mundi, Africa Unite, Modena City Ramblers, Ascanio Celestini, Casa del Vento, Marco Rovelli, BandaJorona, Gian Piero Alloisio e Maurizio Maggiani, Andrea Satta, Giorgio Canali & Rossofuoco, Teatro degli Orrori, Alessio Lega, Gianmaria Sìmon, Contratto Sociale GNU Folk, Fabio Ghelli, Antonio Lombardi, Pupi Di Surfaro, Pardo Fornaciari, Davide Giromini, Esterina.
Nel 2025 tre brani di Armandino Liberti con arrangiamenti originali della BandaJorona vengono inseriti nel CD "Noi de borgata. Le canzoni di Armandino Liberti", curato dal Circolo Gianni Bosio, editore Nota. Il progetto nasce dall’idea di recuperare e valorizzare la produzione del cantautore Armandino Liberti, attivo a Roma negli anni ‘70, la cui memoria era sopravvissuta grazie ad un’unica registrazione su audiocassetta. I brani sono arrangiati e reinterpretati dagli artisti: Sara Modigliani, Gianni Bozzo e Matteo Portelli, Ludovica Valori, Tangram, Ardecore, BandaJorona, Piero Brega, Montelupo, Simone Saccucci. A giugno 2025 l’album è stato inserito nella cinquina dei finalisti delle Targhe Tenco 2025, sezione Miglior album a progetto.

## Il nome
Il nome ha origine dallo pseudonimo della stessa cantante e fondatrice, “la Jorona”, nato dalla pronuncia romanesca de “la Llorona”, spettro del folklore dell'America Latina, particolarmente sentito in Messico, di cui esiste anche un’omonima canzone molto popolare, "La Llorona", interpretata da Bianca Giovannini nel periodo di militanza nella banda sociale Titubanda di Roma, nel periodo precedente alla fondazione del gruppo BandaJorona. Un episodio in particolare, narrato spesso dalla cantante durante i live, si riferisce ad una esibizione a Roma in cui dal pubblico le fu detto “A Jorò, facce piagne” con un inconsapevole ma coerente gioco di parole (in spagnolo “llorona” vuol dire “piangente”). BandaJorona nel 2019 ha riarrangiato su base elettronica la famosa canzone popolare utilizzando i testi scritti nello stesso anno del giornalista messicano Pedro Miguel sul tema dei femminicidi.

## Stile musicale
Nei primi anni di vita del gruppo lo stile musicale è il tipico folk del centro Italia, seppur spesso arrangiato con soluzioni innovative, con la voce accompagnata da fisarmonica, contrabbasso ed altri strumenti che si sono alternati nel tempo nei live e in studio: mandolino, clarinetto, trombone, chitarra elettrica e acustica, pianoforte, carillon, tamburello, percussioni latine, batteria, zampogna, ciaramelle, baglamàs, bouzouki, cymbalom, diamonica, Irish whistle, ukulele, sax, bombardino.
Con l’introduzione dell'elettronica, a partire dall’album “Io so’ me”, ma soprattutto dal 2020 in poi, il gruppo esplora vari generi musicali a tutto campo, pur mantenendo un legame con la radice folk, sia nello stile musicale che nello stile della linea vocale, oltre che per le sonorità dell’organetto e di altri strumenti analogici. Ma è difficile etichettare il gruppo con un unico genere di riferimento in questa fase eclettica, dal carattere “fluido”, caratterizzata da ricerca e sperimentazione influenzata dai diversi generi musicali. Talvolta il gruppo stesso, in alcuni live, ha citato il termine “Folktronica” o “Electro folk” come macro genere che sintetizza la fusione tra il folk e la musica elettronica.

## Formazione

### Formazione attuale
- Bianca Giovannini – voce (2001-presente)
- Felice Zingarelli – tastiere, virtual instruments, produzione (2018-presente)
- Francesco Berrafato – organetto (2020-presente)

### Ex componenti
- Désirée Infascelli – fisarmonica, mandolino (2006-2020)
- Daniele Ercoli – contrabbasso, bombardino, cori (2004-2020)
- Ludovica Valori – fisarmonica, trombone, cori (2006-2013)
- Alberto Popolla – clarinetto (2005-2006)
- Cristina Majnero – clarinetto, clarinetto basso (2006-2010)
- Davide Baldi – fisarmonica, pianoforte, carillon (2001-2006)
- Stefano Corradi – clarinetto (2001-2004)
- Rita Tumminia – organetto (2020)

### Collaborazioni occasionali
- Paolo Enrico Archetti Maestri – voce
- Annalisa Baldi – chitarra elettrica, chitarra acustica
- Lutte Berg – chitarra elettrica
- Adriano Bono – voce, ukulele
- Paolo Camerini – contrabbasso
- Gabriele Caporuscio – mandolino
- Mario Castelnuovo – voce, chitarra
- Tony Cattano – trombone
- Piergiorgio Faraglia – chitarre, voce
- Giampaolo Felici –- voce, timpano
- Filippo Gatti – voce, chitarra acustica
- Armando Illario – fisarmonica, cori
- Dimitris Kotsiouros – bouzouki, cori
- Giovanni Lo Cascio – batteria
- Fabio Martino – diamonica
- Gianluca Mattei – chitarra, cori, trombone, percussioni, basso
- Alessandro Mazziotti – tamburello, zampogna, ciaramelle, Irish whistle
- Antonio Ragosta – chitarre
- Remo Remotti – voce
- Daniele Sepe – sax
- Armando Serafini – percussioni
- Marian Serban – cymbalon
- Giorgios Strimpakos – baglamàs, voce
- Giorgio Tirabassi -– voce
- Giuliano Verganti – contrabbasso
- Felice Zaccheo – chitarra

## Discografia

### Album in studio
- 2004 – Romana
- 2012 – Mettece Sopra
- 2018 – Io so' me

### Compilation
- 2012 – Mamma Roma addio